# Batam
Batam – miasto w Indonezji, w archipelagu Riau, w prowincji Wyspy Riau; powierzchnia ok. 620 km²; prawie 1,2 mln mieszkańców (2020).
Obejmuje wyspę Batam, część wyspy Bulan oraz wiele mniejszych wysp. Do lat osiemdziesiątych XX w. było niewielką osadą (w 1970 r. 6 tys. mieszkańców), rozwijającą się dzięki obsłudze turystów, głównie z pobliskiego Singapuru (40 minut łodzią). Ustanowienie w 1989 r. strefy wolnocłowej spowodowało niezwykle dynamiczny rozwój handlu, przemysłu, bankowości i lawinowy przyrost liczby mieszkańców. Wybudowano nowoczesny port lotniczy Hang Nadim, hotele, centra handlowe. Dzięki swemu położeniu miasto pełni także funkcję „bramy wjazdowej” do Indonezji od strony kontynentu azjatyckiego.

## Historia
Osadnictwo na wyspie Batam jest wzmiankowane w kronikach chińskich z roku 231. Od XIII w. we władaniu sułtanatu Malakka, następnie sułtanatu Johor, aż do XVIII w. W 1824 r. nazwa Batam pojawiła się w tekście układu londyńskiego. Od 1911 r. pod administracją holenderską, od 1945 r. należy do Indonezji.